# Mechanitis egaënsis
Mechanitis egaënsis är en fjärilsart som beskrevs av Bates 1862. Mechanitis egaënsis ingår i släktet Mechanitis och familjen praktfjärilar. Inga underarter finns listade i Catalogue of Life.